# Paul Alexander
Paul Richard Alexander (Dallas, 30 de enero de 1946 - ibíd., 11 de marzo de 2024) fue un abogado y escritor estadounidense, sobreviviente de polio paralítico. Fue una de las últimas personas que vivieron en un pulmón de acero después de contraer polio en 1952 a la edad de seis años.Las razones de su muerte aún están en investigación.

## Biografía
Alexander contrajo poliomielitis a la edad de 6 años y quedó paralizado de por vida. Solo podía mover la cabeza, el cuello y la boca.
Durante un brote importante de poliomielitis en los Estados Unidos a fines de la década de 1950, cientos de niños de Dallas, Texas, incluido Alexander, fueron trasladados al Hospital Memorial Parkland. Allí, los niños fueron tratados en una sala de pulmones de hierro durante una hora cada día. Casi muere en el hospital antes de que un médico se diera cuenta de que no respiraba y lo metiera rápidamente en un pulmón de acero para ayudarlo a respirar.
Alexander fue uno de los primeros estudiantes educados en casa del Distrito Escolar Independiente de Dallas. Aprendió a memorizar en lugar de tomar notas. A los 21 años, se graduó segundo en su clase de la WW Samuell High School, en 1967, convirtiéndose en la primera persona en graduarse de una escuela secundaria de Dallas sin asistir físicamente a una clase.
Una beca lo llevó a la Universidad Metodista del Sur y luego lo transfirieron a la Universidad de Texas en Austin, donde obtuvo su licenciatura en 1978, y luego su título de licenciatura en Derecho en 1984. Consiguió un trabajo como profesor de terminología legal de los taquígrafos de la corte en una escuela de comercio de Austin antes de prestar juramento como abogado en 1986.
Al tener dificultades con su pulmón de hierro obsoleto, que fue renovado en 2015, Alexander había aprendido a respirar voluntariamente las pocas veces que estuvo fuera de la máquina o litigando un caso.

## Libro
Él mismo publicó sus memorias, Tres minutos para un perro, en abril de 2020. Según The Guardian, "le tomó más de ocho años escribirlo, usando el palillo de plástico y un bolígrafo para escribir su historia en el teclado, o dictando las palabras a su amigo". 